# Listrura tetraradiata
Listrura tetraradiata är en fiskart som beskrevs av Landim och Costa 2002. Listrura tetraradiata ingår i släktet Listrura och familjen Trichomycteridae. Inga underarter finns listade i Catalogue of Life.